# Bruno Fornaroli
Bruno Fornaroli Mezza (Salto, 7 september 1987) is een Uruguayaanse voetballer. Hij staat onder contract bij Melbourne City FC. Anno juli 2008 probeert hij een Italiaans paspoort te verkrijgen. Eerder speelde hij voor Danubio FC.

## Statistieken
| Seizoen | Club                | Land        | Competitie         | Duels | Doelp. |
| ------- | ------------------- | ----------- | ------------------ | ----- | ------ |
| 2007/08 | Club Nacional       | Uruguay     | Primera División   | 32    | 22     |
| 2008/09 | UC Sampdoria        | Italië      | Serie A            | 5     | 0      |
| 2008/09 | → CA San Lorenzo    | Argentinië  | Primera División   | 12    | 2      |
| 2009/10 | → Recreativo Huelva | Spanje      | Segunda División A | 17    | 2      |
| 2010/11 | UC Sampdoria        | Italië      | Serie A            | 1     | 0      |
| 2010/11 | → Club Nacional     | Uruguay     | Primera División   | 9     | 4      |
| 2011/12 | UC Sampdoria        | Italië      | Serie B            | 11    | 0      |
| 2012/13 | Panathinaikos FC    | Griekenland | Super League       | 16    | 0      |
| 2013/14 | Danubio FC          | Uruguay     | Primera División   | 14    | 2      |
| 2014/15 | Danubio FC          | Uruguay     | Primera División   | 11    | 3      |
| 2015/16 | Melbourne City FC   | Australië   | A-League           | 29    | 26     |
| 2016/17 | Melbourne City FC   | Australië   | A-League           | 27    | 17     |
| 2017/18 | Melbourne City FC   | Australië   | A-League           | 10    | 5      |
| Totaal  | Totaal              | Totaal      | Totaal             | 194   | 83     |